# Молекулярный замок
Молекулярный замок — блокирующая система, предназначенная для выработки сигнала на открытие электронного замка, то есть датчик, реагирующий не на набор электрических сигналов от клавиатуры или считывающего устройства, а датчик, реагирующий на набор химических веществ, в также электронный замок стеганографического типа, то есть электронный замок, о существовании которого знает только человек, имеющий доступ к информации о нём, и молекулярный ключ.

## История создания молекулярных замков
Первая подобная блокирующая система была представлена в 2007 году профессором Абрахамом Шанцером (Abraham Shanzer) и руководимой им группой разработчиков из научного института Вейцмана (Израиль), статья которых о своем изобретении была опубликована в научном издании Journal of the American Chemical Society. Исследователи продемонстрировали систему молекулярной блокировки, которая способна реагировать на несколько паролей. Их разработка позволит молекулярным клавиатурам и молекулярным замкам конкурировать с электронными замками, с традиционными датчиками и создавать системы повышенной безопасности.
В технологии молекулярных замков вместо электрических сигналов используются сигналы химические и оптические. Преимущество использования такой технологии заключается в том, что скрыт не только пароль, но и сам факт наличия замка. Принцип действия замков с «молекулярной клавиатурой» основан на комбинаторном флуоресцентном молекулярном датчике, который реагирует на различные химические вещества. В отличие от большинства существующих люминесцентных молекулярных сенсоров, которые генерируют дискретные оптические сигналы, этот датчик способен генерировать уникальные оптические «подписи» для различных химических веществ, действуя по принципу обонятельной системы. По словам одного из разработчиков системы — старшего научного сотрудника института Вейцмана Давида Маргулиса (David Margulies) – их система способна генерировать уникальный оптический отпечаток для каждого химического пароля и позволяет флуоресцентным молекулам различать сразу несколько вариантов пароля. Возможность генерации уникальных оптических шаблонов для каждого пароля делает эту систему такой же гибкой, как и электронные замки с клавиатурой и с биометрическими датчиками.
В случае электронной блокировки (электронные замки) разблокировка происходит благодаря правильно введённому на клавиатуре паролю. В случае биометрических замков разблокировка производится с помощью уникальной «подписи» — уникального набора биометрических характеристик человека, например, отпечатка пальцев. В случае же молекулярной блокировки (молекулярных замков) для открытия такого «замка» необходимы и пароль, и оптические отпечатки, что делает такой тип замка на порядок более надежным. Это связано с тем, что в случае использования электронных замков традиционного типа их клавиатура общедоступна, и любой человек, узнавший каким-либо образом верный пароль, может открыть такой замок. В случае биометрических замков каждый носит свой собственный «ключ» (например, отпечатки пальцев) при себе. В этом случае у каждого пользователя имеется только один ключ, который известен, но не доступен. Но на практике известны случаи, когда удавалось подделать и отпечатки пальцев. Молекулярный замок представляет собой комбинированную молекулярную систему, в которой и замок, и ключ представляют собой химические вещества, поэтому в явном виде даже не видно наличие замка. Но даже если злоумышленник знает о наличии молекулярного замка и каким-то образом сумел завладеть «молекулярным ключом», всё равно остаётся необходимость ввода верного пароля. Именно поэтому надежность таких молекулярным замков выше любых других подобных систем.
Для создания молекулярного замка разработчики использовали различные сахариды (глюкозу, ксилозу, фруктозу, галактозу и некоторые другие). Последовательность этих химических веществ являлись аналогами электронных паролей, то есть последовательности чисел, используемых в схемах работы электронных замков. Разработанные молекулярные системы блокировки, то есть «молекулярные замки», могут реагировать на пароли, содержащие два, три или четыре элемента. Также они способны различать различные последовательности символов, что позволяет использовать множество уникальных комбинаций для создания паролей доступа. Эти системы способны генерировать уникальный оптический спектр каждого набора элементов, то есть создавать уникальный «оптический пароль», и она может быть запрограммирована для авторизации нескольких пользователей. В этом случае для каждого пользователя устанавливается свой уникальный флуоресцентный отпечаток, распознаваемый и обрабатываемый специальным программным обеспечением. Также путём замены какого-либо сахарида в цепочке пароля на ранее не использовавшийся можно создавать совершенно новые шаблоны паролей.

## Другие сферы использования технологии
Помимо всего прочего, люминесцентные молекулярные сенсоры могут быть использованы и в совершенно других областях, например, в биомедицине, когда они благодаря своим микроскопическим размерам могут проникать в клетки и обнаруживать в них определённые ионы или биомолекулы in vivo (то есть прямо в живой клетке), что может быть использовано для обнаружения в организме человека опасных химических веществ.